# رابرت براونریگ
رابرت براونریگ (انگلیسی: Robert Brownrigg؛ ۱۷۵۴ - ۱۸۳۳) نظامی و سیاست‌مدار اهل پادشاهی بریتانیای کبیر بود. او برندهٔ جوایزی همچون نشان حمام شده‌است.
وی یک دولتمرد و سرباز بریتانیایی متولد ایرلند بود. او آخرین بخش سریلانکا را تحت حکومت بریتانیا درآورد.